# Enterocloster citroniae
Enterocloster citroniae es una especie de bacteria del género Enterocloster. Fue descrita en el año 2020. Su etimología hace referencia a la microbióloga Diane M. Citron. Anteriormente conocida como Clostridium citroniae. Se tiñe como gramnegativa, aunque posiblemente sea grampositiva como otras bacterias de la misma familia. Es anaerobia estricta, raramente forma esporas. Tiene un tamaño de 0,8-1,1 μm de ancho por 2-5 μm de largo. Forma colonias blancas y no hemolíticas. Se ha aislado de muestras clínicas. 